# Francisco Valdés Ramírez
Francisco Valdés Ramírez (L'Havana, Cuba, 1838 - ?) fou un compositor i poeta cubà. Primer estudià en el conservatori de la seva ciutat natal i després lleis en la Universitat d'Oviedo, per pasar de nou al seminari, però al final abandonà els seus estudis per dedicar-se a la literatura. Va promoure els bufos havaneros i va compondre gran nombre de comèdies, danses i cançons populars, entre aquestes: Las feas; Los ñañigos; Calabaza amarilla; La jovent moribunda; El negro Bueno; Guataqueando, etc.